# 241 Germania
För andra betydelser, se Germania.
241 Germania eller 1953 US är en stor asteroid i huvudbältet som upptäcktes den 12 september 1884 av den tyske astronomen Robert Luther. Den fick senare namn efter det latinska namnet på det europeiska landet Tyskland.
Germanias senaste periheliepassage skedde den 11 februari 2023. Dess rotationstid har beräknats till 15,51 timmar. Asteroiden har uppmätts till diametern 168,90 kilometer.